# Elecciones provinciales de Tucumán de 1942
Las elecciones generales de la provincia de Tucumán de 1942 tuvieron lugar el domingo 18 de octubre del mencionado año con el objetivo de renovar los cargos de Gobernador (indirectamente, mediante un Colegio Electoral Provincial de 56 miembros), 17 de los 34 escaños de la Cámara de Diputados, y 7 de los 19 escaños de la Cámara de Senadores, que compondrían juntos los poderes ejecutivo y legislativo para el período 1943-1947. Si bien los comicios se realizaron durante el período histórico denominado Década Infame, en el que un régimen fraudulento gobernaba el país, la provincia de Tucumán se hallaba al momento de las elecciones de 1938 bajo el control de la Unión Cívica Radical (UCR), principal partido opositor, al que pertenecía el gobernador Miguel Critto y que garantizó una elección libre y justa.
El candidato de la UCR fue el exgobernador Miguel Mario Campero, predecesor de Critto, que se presentó para un tercer mandato no consecutivo. Fue apoyado además por otras facciones del radicalismo, excepto los concurrencistas provinciales, formando una coalición conocida como "Alianza Radical". Su principal oponente sería Adolfo Piossek, del Partido Demócrata Nacional (PDN), apoyado por la coalición oficialista a nivel nacional, la Concordancia, y por el partido Defensa Provincial - Bandera Blanca (DP-BB), de Juan Luis Nougués. El concurrencismo presentó a Roque Raúl Aragón, ex intendente de San Miguel de Tucumán, y el Partido Socialista a Julio V. González. Los concurrencistas y la Alianza Radical mantuvieron el pacto de la elección anterior de investir al candidato radical que sacara más votos, siempre que recibiera un elector más que el candidato conservador.
Estos comicios, sin embargo, resultaron en un Colegio Electoral provincial no concluyente. Campero obtuvo una ajustadísima primera minoría de votos con el 45.39% contra el 43.23% de Piossek. Sin embargo, la Concordancia obtuvo 26 electores contra 25 de la Alianza Radical. El concurrencismo, que ya había salido afectado de las anteriores elecciones, perdió aún más fuerza y recibió el 8.14%, un poco más de la mitad que lo recibido en los anteriores comicios, y los 5 electores restantes, tocándole definir la elección. Por su parte, González no recibió electores y obtuvo el 3.24% restantes, con una participación del 71.64%. Los intentos tanto de Piossek como de Campero para logar que el concurrencismo eligiera a alguno de los dos fueron en vano, y la elección se estancó. El 19 de febrero, Critto terminó su mandato, la provincia quedó acéfala y fue finalmente intervenida por el gobierno de Ramón S. Castillo. Aunque el 1 de junio de 1943 se convocó a elecciones para el 1 de agosto, tres días después de la convocatoria, el 4 de junio de 1943, se produjo un golpe de Estado que puso fin al régimen fraudulento.